# Magyar Mozgókép Díj a legjobb első filmnek
A Magyar Mozgókép Díj a legjobb első filmnek (korábban Magyar Filmdíj) elismerés a 2014-ben alapított Magyar Filmdíjak egyike, amelyet a Magyar Filmakadémia (MFA) tagjainak szavazata alapján ítélnek oda 2019 óta egy-egy év magyar filmtermése legjobbnak ítélt, kezdő alkotó által készített nagyjátékfilmjének.
A díjra történő jelölés nem automatikus; csak azok a nagyjátékfilmek versenyezhetnek, amelyeket alkotóik előzetesen beneveztek a Magyar Filmhétre, illetve a legjobb film díjra. Nevezni az előző év január 1. és december 31. között moziforgalmazásba került vagy kerülő (forgalmazói szándéknyilatkozattal rendelkező) vagy a MFA által elfogadott nemzetközi filmfesztiválon versenyben vagy versenyen kívül, meghívottként szerepelt egész estés filmalkotást lehet.
A Magyar Filmakadémia tagjai az év elején szekciónként megnézik a benevezett filmeket és szekciónként titkos szavazással választanak ki öt nagyjátékfilmet, amelyek felkerülnek a jelöltek listájára. A díjra érdemesnek tartott alkotást az Akadémia tagjai e szűkített listáról választják ki egy újabb titkos szavazás során.
Az ünnepélyes díjátadóra Budapesten, a Magyar Filmhetet lezáró gálán kerül sor minden év elején.
A legjobb első film díj létrehozásáról 2018-ban döntött a Filmakadémia közgyűlése, első alkalommal 2019-ben, a 4. Magyar Filmdíj-gálán osztották ki.

## Díjak és jelölések
A nyertesek a táblázat első sorában, félkövérrel vannak jelölve.
| Év (Gála) | Díjazottak és jelöltek | Megjegyzés        |
| --------- | --- | ----------------- |
| 2019 (4.) | - Egy nap, producer: Pataki Ági, Kenesei Edina (rendező: Szilágyi Zsófia) - Lajkó – cigány az űrben, producer: Pusztai Ferenc (rendező: Lengyel Balázs) - Remélem legközelebb sikerül meghalnod :), producer: Pusztai Ferenc, Petrányi Viktória (rendező: Schwechtje Mihály) - Tegnap, producer: Taschler Andrea, Jamila Venske (rendező: Kenyeres Bálint) - Virágvölgy, producer: Muhi András, Ferenczy Gábor (rendező: Csuja László) | [ 2 ]             |
| 2020 (5.) | Nem osztották ki. | Nem osztották ki. |
| 2021      | - Így vagy tökéletes – Varsics Péter - Hasadék – Krasznahorkai Balázs - Spirál – Felméri Cecília - Hab – Lakos Nóra - Természetes fény – Nagy Dénes | [ 3 ] [ * 1 ]     |
| 2022      | - Külön falka – Kis Hajni - Az unoka – Deák Kristóf - Legjobb tudomásom szerint – Lőrincz Nándor és Nagy Bálint - Eltörölni Frankot – Fabricius Gábor - Kilakoltatás – Fazekas Máté Bence | [ 4 ] [ * 2 ]     |
| 2023      | - Hat hét – Szakonyi Noémi Veronika - Magasságok és mélységek – Csoma Sándor - Zanox – Kockázatok és mellékhatások – Baranyi Benő - Larry – Bernáth Szilárd - Blokád – Tősér Ádám | [ 5 ] [ 6 ]       |
| 2024      | - Lefkovicsék gyászolnak – Breier Ádám - Elfogy a levegő – Moldovai Katalin - Nyersanyag – Boross Martin - Cicaverzum – Szeleczki Rozália - Valami madarak – Hevér Dániel | [ 7 ] [ 8 ] [ 9 ] |
| 2025      | - Holnap meghalok – Cibulya Nikol | [ 10 ]            |